# Barranc de Fontlledó
El Barranc de Fontlledó és un barranc de l'antic terme d'Isona, actualment pertanyent al terme municipal d'Isona i Conca Dellà.
Es forma a la Serra Mitjana, al vessant oest de la Corona, des d'on davalla cap al nord-oest, fins que s'aboca en el riu del Llinar prop i a l'oest-nord-oest del Mullol.